# 浅带羽蛛
浅带羽蛛（学名：Oxyptila atomaria）为蟹蛛科羽蛛属的动物。分布于古北区以及中国大陆的河北等地，多见于山坡草丛。